# کمال حسین‌پور
کمال حسین‌پور (زاده ۱۳۶۴) سیاستمدار ایرانی است. وی موفق شد در یازدهمین انتخابات مجلس شورای اسلامی که در تاریخ ۲ اسفند ۱۳۹۸ برگزار شد، با کسب ۳۵ هزار و ۶۹۷ رای از مجموع ۷۰ هزار و ۹۸۸ رای ماخوذه، از حوزه انتخابیه پیرانشهر و سردشت از استان آذربایجان غربی انتخاب گردد و به مجلس راه یابد.
گفتنی است که وی در دوره‌های پیشین انتخابات نیز شرکت کرده بود اما همواره رقیب وی برنده انتخابات می‌شد.
وی فرزند ملا ابراهیم حسین پور یکی از جمله افراد سرشناس شهر است.